# Звезда (машиностроительный завод)
ПАО «ЗВЕЗДА» (до распада СССР: Ленинградский машиностроительный завод «Звезда» им. К. Е. Ворошилова) — публичное акционерное общество ПАО «Звезда» российское машиностроительное предприятие в Санкт-Петербурге, производитель дизельных двигателей многоцелевого назначения.

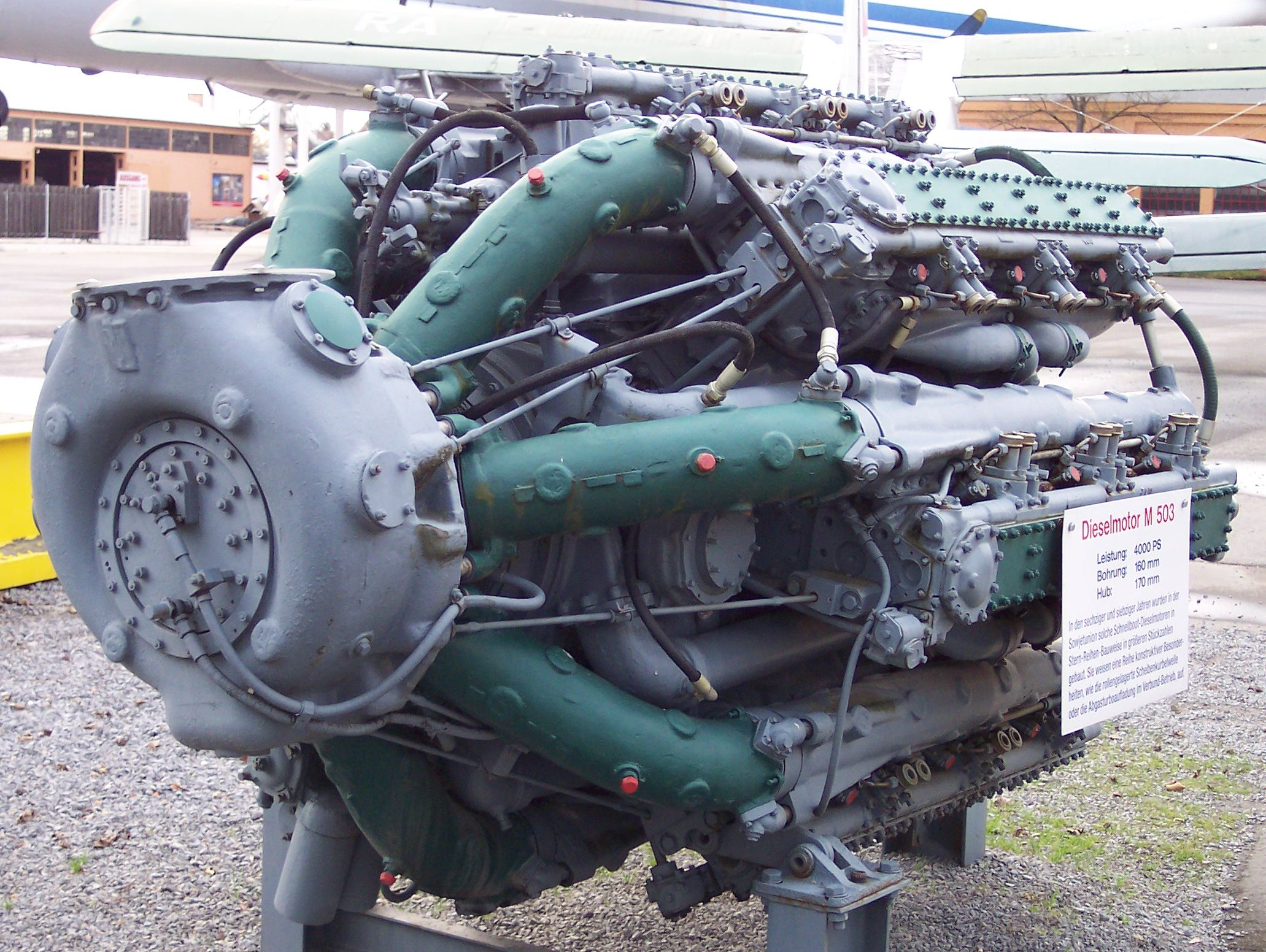
Судовой двигатель M503

Из-за вторжения России на Украину завод находится под международными санкциями 27 стран Евросоюза, США, Великобритании, Японии и ряда других стран.

## История
В 1932 году на базе опытного производства завода «Большевик» (ныне Обуховский завод), производившего легкие танки, был создан Ленинградский машиностроительный завод им. К. Е. Ворошилова (ныне ПАО «Звезда»).
В 1941 и 1942 (после эвакуации) годах завод производил лёгкие танки Т-50, а в апреле 1945 года предприятием был начат выпуск высокооборотных дизелей.
В 1957 году на заводе «Красное Сормово» в Горьком было изготовлено первое судно «Ракета», оно было оснащено дизельным двигателем М50Ф, изготовленным на заводе «Звезда». В дальнейшем предприятие изготавливало двигатели для судов «Восход», «Комета», «Полесье».
В 1984 году начал поставки на завод «Вагонка-Студенка» в Чехословакию дизелей М756Б для автомотрис АЧ2.
Двигателями «Звезды» оборудованы около 90 % скоростных кораблей ВМФ и пограничных войск.

## Собственники и руководство
(Данные указаны на 18 апреля 2011 и взяты с официального сайта)
Среди крупных акционеров Общества:
- ОАО «Компания Гермес» (г. Санкт-Петербург) — 27,06 %
- ЗАО «Депозитарно-клиринговая компания» (номинальный держатель) — 45,29 %

Дочерние и зависимые общества:
- ЗАО "Научно-производственное объединение «Звезда» (Санкт-Петербург) — 100 %
- ООО "Промышленно-инновационная компания «Звезда» (Санкт-Петербург) — 100 %
- ЗАО "Спортивно-оздоровительный комплекс «Звезда» (Санкт-Петербург) — 100 %
- ООО "Инжиниринговый центр «Звезда» (Санкт-Петербург) — 100 %
- Учреждение "Детский спортивно-оздоровительный лагерь «САЛЮТ» (Тосненский р-н Ленинградской обл.) — 100 %
- ЗАО "Механосборочный комплекс «Звезда» (Санкт-Петербург) — 100 %
- ЗАО "Экспериментальный комплекс «Звезда» (Санкт-Петербург) — 100 %
- ЗАО "Строительно-производственная компания «Звезда» (Санкт-Петербург) — 100 %
- ЗАО "Складской Терминал «Звезда» (Санкт-Петербург) — 100 %
- ООО "Спортивный центр «Звезда» (Санкт-Петербург) — 100 %

## Известные личности завода
- Калашников, Михаил Тимофеевич (1919—2013) — советский русский инженер-конструктор стрелкового оружия, доктор технических наук (1971), генерал-лейтенант (1999), создатель всемирно известного автомата Калашникова (АК). Герой Российской Федерации (2009). Дважды Герой Социалистического Труда (1958, 1976). Лауреат Ленинской премии (1964) и Сталинской премии первой степени (1949). Член Союза писателей России. Депутат Совета Союза Верховного Совета СССР III—IV (1950—1958) и VII—XI (1966—1989) созывов.